# Mobile High-Definition Link
Mobile High-Definition Link (MHL) è uno standard audio video per dispositivi mobili, ideato nel 2008 e prodotto a partire dal 2010, che consente la trasmissione del segnale video (HDMI) tramite l'USB. Lo standard MHL 3.0 supporta risoluzioni video fino a 2160p30 (Super HD) e audio multicanale 7.1 incluso il supporto a TrueHD e DTS-HD.

## Storia
La presentazione di questo standard audio/video avvenne al CES del 2008: Silicon Image presentò al pubblico una nuova tipologia di connettore pensato appositamente per smartphone e altri dispositivi mobili. Nel settembre 2009 venne creato un gruppo di lavoro ad hoc e l'anno successivo venne invece formato il Consorzio MHL (MHL Consortium) formato oltre che da Silicon Image stessa, da Nokia, Samsung, Silicon Image, Sony e Toshiba, con lo scopo di creare uno standard universale.
Nel giugno 2010 avvenne il rilascio definitivo dello standard; i primi dispositivi dotati di MHL sono stati prodotti nel 2011. Attualmente molti dispositivi con Android 4.x supportano lo standard e anche i dispositivi con Windows Phone 8.1 supportano lo standard, anche se non è attivato.

## Specifiche
L'MHL sfrutta un connettore micro USB per portare video fino ad una risoluzione di 2160p a 30 fps, audio digitale a 7.1 canali e dati, ricaricando contemporaneamente il dispositivo; la vera innovazione è poter sfruttare un collegamento multimediale, veloce e di qualità, evitando il rapido scaricamento della batteria. Tecnicamente utilizza un connettore HDMI ed uno micro-USB; quest'ultimo può essere usato sia come un connettore USB a tutti gli effetti, per scaricare le foto o per sincronizzare i dati, sia come connettore USB OTG.
Le principali caratteristiche dell'MHL sono:
- Crittografato video e audio tramite High-bandwidth Digital Content Protection (HDCP);
- Transition Minimized Differential Signaling (TMDS) per video, audio e dati ausiliari;
- 5-volt corrente continua sul cavo;
- HDMI-CEC controllo di dispositivi remoti.

Il dispositivo, quando è collegato al televisore, può essere comandato dal telecomando dello stesso. A rendere possibile il tutto provvede un chip implementato nei dispositivi mobili; nel caso in cui il televisore non sia compatibile, si può lo stesso fruire dei propri contenuti multimediali (tramite un opportuno adattatore) rinunciando alla ricarica (a meno che non vi supplisca l'adattatore). L'MHL a differenza dell'HDMI utilizza un cavo a 5 fili, contro i 19 dell'HDMI. Numerosi monitor supportano nativamente l'ingresso MHL su una porta HDMI, altri invece necessitano di un adattatore. 

### Connettori supportati
Esistono due tipi di connettori supportati dall'MHL: a 5 pin ed a 11 pin.
Il connettore a 5 pin è sostanzialmente identico per caratteristiche al micro-USB connettore a 5 pin e sfrutta le caratteristiche tecniche di dispositivi già esistenti. Un cavo MHL-HDMI a 5 pin è composto da un connettore micro-USB (per il dispositivo) ed un connettore HDMI (per il televisore); all'interno del cavo scorrono solo dati nello standard audio e video tipici della tecnologia MHL.
Il connettore ad 11 pin è una singolarità di alcuni dispositivi Samsung: consente qualche lieve vantaggio tecnologico rispetto a quello a 5 pin tra i quali, la possibilità di utilizzare contemporaneamente il dispositivo in modalità USB ed in modalità MHL, oppure OTG.

### Piedinatura
- Piedinatura del connettore micro-USB:[7]

| Pin | Nome segnale (USB) | Nome segnale (MHL) | Colore filo |
| --- | ------------------ | ------------------ | ----------- |
| 1   | VBUS               | VBUS               | ROSSO       |
| 2   | D-                 | MHL-               | BIANCO      |
| 3   | D+                 | MHL+               | VERDE       |
| 4   | ID                 | CBUS               | FUCSIA      |
| 5   | GND                | GND                | NERO        |

- Pedinatura del connettore HDMI:[7]

| Pin | Nome segnale (HDMI)                                  | Nome segnale (MHL) | Pin | Nome segnale (HDMI)                                              | Nome segnale (MHL) |
| --- | ---------------------------------------------------- | ------------------ | --- | ---------------------------------------------------------------- | ------------------ |
| 1   | TMDS Data2+                                          |                    | 2   | TMDS Data2 (schermatura)                                         |                    |
| 3   | TMDS Data2–                                          |                    | 4   | TMDS Data1+                                                      |                    |
| 5   | TMDS Data1 (schermatura)                             | GND                | 6   | TMDS Data1–                                                      |                    |
| 7   | TMDS Data0+                                          | MHL+               | 8   | TMDS Data0 (schermatura)                                         |                    |
| 9   | TMDS Data0–                                          | MHL-               | 10  | TMDS Clock+                                                      |                    |
| 11  | TMDS Clock (schermatura)                             | GND                | 12  | TMDS Clock–                                                      |                    |
| 13  | CEC                                                  |                    | 14  | Riservato (N.C. sui dispositivi) (Dalla versione 1.4: HEC e ARC) |                    |
| 15  | SCL                                                  |                    | 16  | SDA                                                              |                    |
| 17  | Massa DDC/CEC                                        | GND                | 18  | Alimentazione +5V                                                | VBUS               |
| 19  | Rilevazione Hot plug (Dalla versione 1.4: HEC e ARC) | CBUS               |     |                                                                  |                    |

## MHL 1.0
La prima versione dell'MHL è stata pubblicata nel giugno 2010, supporta pienamente gli standard HDMI 1.2. Le specifiche prevedono:
- Video fino a 1080p/60;
- Audio fino a 192 kHz con 8 canali (Audio 7.1);
- Energia fino a 500 mA, è richiesto un alimentatore per il convertitore di segnali;
- Connessione tramite i 5 pin del Micro-USB;
- Supporto all'HDCP

L'MHL 1.1 venne pubblicato nel febbraio 2011 ed introduce solamente correzioni di errori, la versione 1.2 venne pubblicata nel dicembre 2011 e corregge errori.

## MHL 2.0
La seconda versione, pubblicata nel dicembre 2012, introduce una novità cioè il supporto all'alimentazione tramite l'HDMI, sempre se il televisore supporta l'alimentazione. Introduce anche altre novità tipo il supporto parziale agli standard HDMI 1.4 (manca il supporto al 4K e le altre novità dell'HDMI 1.4).
- Supporto al 3D (Specifiche HDMI 1.4 e 1.4a);
- Supporto alla trasmissione di corrente tramite HDMI (900 mA);
- Supporto ai comandi MSC.

Venne rilasciata la versione 2.1, nel marzo 2013, che corregge degli errori.

## MHL 3.0
Il 20 agosto 2013, MHL ha annunciato la sua specifica 3.0 per rispondere alle più recenti esigenze dei consumatori per il collegamento di un dispositivo mobile per display, segnando importanti progressi nei settori della trasmissione audio e video su un collegamento MHL. I primi dispositivi ad includere specifiche sono il Sony Xperia Tablet Z2 e il Sony Xperia Z2. Le specifiche della trasmissione video e audio dell'MHL 3.0 sono le stesse dell'HDMI 1.4.
- 4K (Ultra HD[11]): Supporto di formati 4K fino a 3840 × 2160 a 30 Hz[3];
- Simultanea canale dati ad alta velocità;
- Migliorato il supporto a Remote Control Protocol (RCP) con nuovi comandi;
- HID supporto per le periferiche, ad esempio un touch screen, tastiera e mouse;
- Maggiore potenza di carica fino a 10 W;
- Ultime HDCP 2.2 Protezione dei contenuti;
- Migliorata suono 7.1 surround con Dolby TrueHD e DTS-HD;
- Connettore agnostico - utilizza un minimo di cinque perni;
- Supporto per display multipli simultanei.